# Браун, Томас (философ)
Томас Браун (Thomas Brown; 9 января, 1778 — 2 апреля, 1820) — шотландский философ
.

## Биография
Браун родился в Киркмабреке в семье преподобного Сэмюэля Брауна (министра Киркмабрека и Киркдейла) и Мэри Смит. Получив образование в нескольких школах Лондона, он поступил в Эдинбургский университет в 1792 году, где посещал уроки моральной философии Дугалда Стюарта, но не закончил свой курс. Между 1792 и 1803 годами Браун изучал философию, право и медицину. После непродолжительной медицинской практики Браун был заместителем лектора у Дугальд Стюарта (1808-09) и стал с ним профессором моральной философии в 1810 году.
Работы Брауна включают «Наблюдения за зоономией Эразма Дарвина» (1798 г.); Наблюдения за природой и направлением учения мистера Юма об отношении причины и следствия (1804 г.), восемь книг стихов (сборник изд., 4 тома, 1820 г.); и Лекции по философии человеческого разума, 4 том. (1820 г.).